# Tim Dadabo
Timothy Nicholas Dadabo (nascido em março de 1961) é um dublador e cantor americano. Ele é conhecido por sua dublagem em jogos eletrônicos, filmes e programas de TV.

## Filmografia

### Séries de TV
| Ano  | Título                                | Papel                                                                   | Notas                                  |
| ---- | ------------------------------------- | ----------------------------------------------------------------------- | -------------------------------------- |
| 2007 | American Dad!                         | Garçom                                                                  | Ep. "The Most Adequate Christmas Ever" |
| 2011 | The Looney Tunes Show                 | Cantor de backup, participante do Game Show Gustavo (voz de quem canta) | 2 Episódios                            |
| 2012 | Kung Fu Panda: Legends of Awesomeness | Shengqi, Velho                                                          | Ep. "Present Tense"                    |
| 2013 | Doc McStuffins                        | Norton                                                                  | Ep. "Doc McStuffins Goes McMobile"     |

### Filmes
- Sammy's avonturen: De geheime doorgang - policial
- Escape from Planet Earth - Larry Longeyes
- Two Dreadful Children - Dick Dunbar

### Documentários
- Outrageous Acts of Psych - Narrador
- Outrageous Acts of Science - Ele mesmo - Narrador
- The Year in Pup Culture - Ele mesmo

### Jogos eletrônicos
| Ano  | Título                                             | Papel | Notas |
| ---- | -------------------------------------------------- | --- | ----- |
| 1999 | Septerra Core: Legacy of the Creator               | Aspertine |       |
| 2000 | Carrier                                            | Jack Ingles |       |
| 2001 | Red Faction                                        | Commander, Elite Guard                                                                                            |       |
| 2001 | Halo: Combat Evolved                               | 343 Guilty Spark                                                                                                  | [ 1 ] |
| 2004 | Leisure Suit Larry: Magna Cum Laude                | Larry Lovage, 'Little' Larry, Nigel, Rathgar, Russell                                                             |       |
| 2004 | Halo 2                                             | 343 Guilty Spark, cabo Perez                                                                                      | [ 1 ] |
| 2005 | Stubbs the Zombie in Rebel Without a Pulse         | Oficial Hannity, doutor                                                                                           |       |
| 2007 | Def Jam: Icon                                      | Fast Hal |       |
| 2007 | Halo 3                                             | 343 Guilty Spark                                                                                                  | [ 1 ] |
| 2009 | Red Faction: Guerrilla                             | Vozes adicionais                                                                                                  |       |
| 2009 | Dragon Age: Origins                                | Varathorn, Gethon, Hale                                                                                           |       |
| 2010 | Risk: Factions                                     | General William 'Fatty' McGutterpants, Generalíssimo Meow Comandante SixFour, Sua Excelência Gary, Sargento Farro |       |
| 2010 | Disney Guilty Party                                | O comodoro, Rudyard "Kid Riddle" Dickens, Schmoot                                                                 |       |
| 2011 | Dragon Age II                                      | Vozes adicionais                                                                                                  |       |
| 2011 | Nicktoons MLB                                      | Fanboy | [ 1 ] |
| 2011 | Halo: The Master Chief Collection                  | 343 Guilty Spark                                                                                                  |       |
| 2014 | Scooby Doo and Looney Tunes: Cartoon Universe      | Speedy González                                                                                                   |       |
| 2014 | Watch Dogs                                         | Hacker |       |
| 2014 | The Legend of Korra                                | Qui-Bloqueador 2, Tríade 2, Pro-Bender 2                                                                          | [ 1 ] |
| 2016 | Teenage Mutant Ninja Turtles: Mutants in Manhattan | Bebop, guerreiros de pedra                                                                                        | [ 1 ] |